# Ямаширо (линеен кораб, 1915)
Ямаширо (на японски: 山城, на английски: Yamashiro) е линеен кораб на ВМС на Япония. Вторият кораб от типа „Фусо“. Корабът е кръстен в чест на старинно име на град Киото и едноименната стара японска провинция Ямаширо, разположена в региона Кинки на остров Хоншу. Днес съответства на южната част на съвременната префектура Киото.
„Ямаширо“ е заложен през 1915 и влиза в строй през 1917 г. В началото на своята служба линкорът патрулира недалеч от бреговете на Китай и не взема участие в Първата световна война. През 1923 г. участва в спасяването на оцелелите след великото земетресение в Канто.
От 1930 до 1935 година линкорът „Ямаширо“ преминава модернизация, в процеса на която е подобрена неговата броня и оборудване, преустроени са надстройките в стил „пагода“. По въоръжение линкорите от типа „Фусо“ отстъпват на японските линкори от следващите поколения, за това по време на Втората световна война линкорът играе спомагателна роля.
Към 1944 г., след големите загуби на японския флот, „Ямаширо“ оставя службата си в бреговата отбрана и влиза в състава на флота, който води активни бойни действия. Линкорът е флагмански кораб на Южната група на вицеадмирал Шоджи Нишимура. Участва в сражението в пролива Суригао, най-южното от сраженията в залива Лейте. През нощта и ранното утро на 25 октомври „Ямаширо“ се сражава против превъзхождащия американски флот. Линкорът е потопен с торпеда и оръдеен огън на американските линкори. Вицеадмирал Нишимура загива заедно с кораба, и само 10 члена на екипажа оцеляват.

## Конструкция и модернизации
Скоро след Първата световна война са свалени 76,2-мм противоминни оръдия и са поставени четири 76-мм зенитки.
В периода 1923 – 1924 г. линкора преминава през първата си модернизация. Размерите на носовата надстройка е увеличена, последната, със своите очертания, започва да прилича на главната кула на японски замък. На самия ѝ връх е разположен КДП с 8 м далекомер, всички кули на главния калибър също са снабдени с 6 м далекомери.
В хода на модернизацията от 1930 – 1933 г. надстройката на линкора е увеличена, поставена е фокмачта. Задната надстройка е преустроена за разполагане на 127-милиметрови зенитни оръдия и са поставени допълнителни постове за управлението на огъня. На „Ямаширо“ е преустроена и подводната част – увеличени са противоторпедните були за подобряване на подводната защита и за компенсиране на теглото на допълнителното оборудване и снаряжение. От 18 декември 1930 г. „Ямаширо“ преминава втора, по-обширна модернизация. Тя преминава в Йокосука. Старата силова установка е заменена с много по-мощна (четири турбозъбчати агрегата, шест парни котли „Kampon“, 75 000 к.с.). Тя се оказва почти с 2000 т по-лека и заема по-малко място, което позволява да се премахне първия комин. Ъгълът на възвишение на оръдията на главния калибър е увеличен до 43°, а на противоминния калибър до 30°. Числото на 152-мм оръдия е съкратено до 14. 76-мм зенитки са заменени с четири сдвоени 127-мм/40 установки и няколко 13,2 мм картечници. На покрива на третата кула е монтиран катапулт за пуск на хидросамолети.
В хода на втория етап от реконструкцията през 1934 – 1935 г. подводната част е разширена, а кърмата е удължена със 7,62 м. Тези изменения увеличават общата дължина на кораба до 212,75 метра, а ширината до 33,1 м. Водоизместимостта на линкорите в процеса на модернизациите се увеличава почти с 4000 тона и съставя 39 154 дълги тона (39 782 т) при пълно натоварване.

### Бронева защита
По време на своята първа реконструкция бронята на „Ямаширо“ е съществено усилена. Палубната броня е увеличена до максималната дебелина 114 мм. Надлъжни прегради от високоякостна стомана с дебелина 76 мм са добавени за подобряване на подводната защита. Противоторпедната защита е подобрена за сметка на оборудването на нова противоторпедна преграда с дебелина 37 – 63 мм и поставяне на бордови були, които увеличават ширината на корпуса по водолинията от 28,7 до 30,6 м. Заради поставените були всички подводни торпедни апарати са демонтирани.

### Авиационно въоръжение
„Ямаширо“ получава площадка за излитане на самолети, монтирана върху кула №2 през 1924 г. В хода на първия етап от модернизацията на линкора площадката е преместена на покрива на кула №3. Предполага се базирането на 3 самолета, макар корабите да нямат самолетен хангар.
Изначално на корабите са базирани бипланите Накаджима E4N2, през 1938 г. те са заменени с Накаджима E8N2. В хода на втория етап на модернизацията от 1940 – 1941 г. на кърмата на кораба е поставен нов катапулт и са подобрени условията за базиране на самолетите. От 1942 г. линкорът „Ямаширо“ получава новия биплан Mitsubishi F1M вместо Накаджима E8N2.

## История на службата

### Гибел
„Ямаширо“ в състава на съединението си излиза в морето, с намерение да се присъедини към силите на вицеадмирал Такео Курита в залива Лейте. Корабите преминават западно от остров Минданао в пролива Суригао, където се срещат с голямо американско съединение. Сражението в пролива Суригао става най-важното събитие в битката в залива Лейте.
На 24 октомври 1944 г. в 03:52 линкорът „Ямаширо“ е подложен на нападение от голямо американско съединение на контраадмирал Джеси Олдендорф. Американското съединение се състои от три тежки крайцера: „USS Louisville (CA-28)“, „USS Portland (CA-33)“ и „USS Minneapolis (CA-36)“, четири леки крайцера: „Денвър“, „Колумбия“, „Финикс“ и „Бойсе“, а също и шест линкора. Линкорите формират линията на фронта; линкорът „USS West Virginia (BB-48)“, ветеран от Пърл Харбър, е първи, съпровождан от „USS Tennessee (BB-43)“ и „USS California (BB-44)“. „Западна Вирджиния“ открива огън и уцелва минимум в една цел с 406-милиметров снаряд от 20 800-метрово разстояние. „USS Maryland (BB-46)“ снабден с по-стара радиолокационна станция, се присъединява към сражението късно. „USS Pennsylvania (BB-38)“ нито веднъж не стреля, а линкорът „USS Mississippi (BB-41)“ успява да постигне едно точно попадение. Австралийският тежък крайцер HMAS „Шропшир“ също е с остарял радар и открива огън в 03:56.
Бомбардировката на линкорите продължава 18 минути, седем от корабите на Олдендорф обстрелват „Ямаширо“. Първите попадения поразяват бака и мачтата „пагода“, скоро целият линкор е обхванат от пламъците на пожар. Двете предни кули на „Ямаширо“ водят огън по противника. Японският линкор продължава да стреля по всички посоки, но не може да води огън с другите четири действащи 14-дюймови оръдия до 04:00. След завой на запад, в 04:04, прогърмява голям взрив, възможно се взривява една от средните кули на ГК. В периода 04:03 — 04:09 „Ямаширо“ увеличава скоростта, независимо от широко разпространяващия се пожар и повреди. В това време линкорът получава торпедно попадение около машинното отделение на десния борд. В 04:09 неговата скорост пада до 12 възела. Вицеадмирал Нишимура телеграфира на адмирал Такео Курита: „Ние ще продължаваме движението, докато не бъдем напълно унищожени. Аз изпълнявам своята мисия, както е планирано. Бъдете уверени“. В същото време Олдендорф издава заповед за прекратяване на огъня за цялото формирование след като разрушителя „Алберт В. Грант“ получава повреди от приятелски огън. Скоро и японските кораби също прекратяват огъня.
„Ямаширо“ увеличава скоростта до 15 възла в опит да се оттегли, но линкорът вече е уцелен от две до четири торпеда, и след попаденията на още две торпеда при машинното отделение по десния борд, корабът започва да се накренява по борда. Командирът издава заповед да се напусне кораба, но без да предприема опит да напусне бойната рубка. Корабът се преобръща в течение на пет минути и бързо потъва, скривайки се под водата в промеждутъка 04:19 — 04:21. Оживяват само 10 души от екипажа съставен от приблизително 1636 намиращи се на борда.
Джон Бенет твърди, че е открил потъналия „Ямаширо“ през април 2001 г., но това не е потвърдено.